# Claus Caspari
Claus Caspari (* 11. April 1911 in München; † 30. Dezember 1980 ebenda) war ein deutscher Illustrator und Aquarellmaler von Tieren, Pflanzen, Pilzen und Mineralien.

## Leben
Claus Caspari war der Sohn des Kunstmalers und Karikaturisten Walther Caspari und dessen Ehefrau Elisabeth von Ammon. Sein Vater starb, als er zwei Jahre alt war. So verbrachte er einen Großteil seiner Jugend bei Verwandten in Bielefeld. Zurück in München machte Caspari sein Abitur und anschließend eine Lehre als Kunsthändler bei Hanfstaengel.
Nach dem Zweiten Weltkrieg, inzwischen verheiratet, legte er Dolmetscherexamen in Englisch, Französisch und Italienisch ab, um auf diese Weise den Familienunterhalt zu verdienen. Um 1949, nach der Geburt seiner Tochter Andrea, fasste er den Entschluss, sich vollständig und berufsmäßig der naturalistischen Pflanzen- und Tiermalerei zu widmen. Sein Sohn Stefan Caspari ist Fotokünstler und Kunstmaler.
Claus Caspari entwickelte seine eigene Aquarelltechnik („trockenes Aquarell“), die er im Laufe der Zeit verbesserte und verfeinerte. Er schuf einige tausend Bilder, zumeist im Auftrag von Verlagen und Zeitschriften. Er hatte mehrere Ausstellungen, darunter 1972 in der Hunt Botanical Library in Pittsburgh. Er fertigte Zeichnungen für den Kronen-Verlag, den Kosmos-Naturführer und den BLV Buchverlag. Die Qualität seiner Werke wurde über Deutschland hinaus anerkannt.

### Arbeiten für den Kronen-Verlag Hamburg
Caspari schuf für den Kronen-Verlag von Erich Cramer im Zeitraum zwischen 1952 und 1974 mehrere hundert trockene Aquarelle, darunter Pilze, Mineralien, Fische, Insekten, Orchideen und weitere Pflanzenporträts an. Vereinbart wurde, wie mit allen Künstlern des Kronen-Verlags, dass die Abnahme der Zeichnungen von der Zustimmung durch die Zustimmung entsprechender Forschender von Hochschulen und Forschungseinrichtungen abhängig wäre. Bei den Diskussionen zwischen Künstlern, Wissenschaftlern und dem Verleger ging es um die korrekte Wiedergabe der kleinsten Details, sei es die Flossenstellung eines Fisches, die Biegung eines Blütenblattes oder die Farbschattierungen eines Pilzes. Zeichenbare Vorlagen fanden die Künstler in Universitäten, Privatsammlungen oder bei mühevollen Exkursionen in Europa und der ganzen Welt.

## Ausstellungen
- 1971: Animal, Vegetable, Mineral: Paintings by Claus Caspari. 158 Aquarelle von Claus Caspari. Sonderausstellung im Hunt Institut for Botanical Documentation in Pennsylvania. 1971–1972.
- 2006: „MasterPieces“: Die Verschollenen Bilder von Claus Caspari. Sonderausstellung im Rahmen der Münchener Mineralientage mit 16 Mineralienquarellen von Claus Caspari. Messethemenheft Mineralientage München 2006.[4][5]
- 2006: „NaturSichten“: Große Werksschau im Botanischen Garten München – Nymphenburg mit ca. 50 Aquarellen von Claus Caspari. 2006[4]
- 2007: „Pilze“: Ausstellung von Pilzbildern Stefan und Claus Casparis in den Schaugewächshäusern des Botanischen Garten Münchens. 2007[4]
- 2009: „Frauenschuhe – Orchideenbilder Claus Caspari“: Ausstellung von Frauenschuh-Arten als Aquarell gezeichnet von Claus Caspari. Botanischer Garten München. 2009[6]

## Werke (als Illustrator bzw. Autor, Auswahl)
- E. Cramer (Hrsg.): 38 naturkundliche Illustrationen – Portraitzeichnungen von Orchideenarten im Format 24 × 32 cm für den Kronen-Verlag, Hamburg 1953–1969.
- E. Cramer (Hrsg.): 37 naturkundliche Illustrationen – Portraitzeichnungen von Rosensorten bzw. Rosenarten im Format 24 × 32 cm für den Kronen-Verlag, Hamburg 1958–1970.
- W. Engelhardt: Was lebt in Tümpel, Bach und Weiher? Mit 418 Abb. im Text u. auf 50 Farb- u. Schwarztaf. nach Orig. von Irmgard Engelhardt, Claus Caspari [u. a.]. Frankh-Verlag, Stuttgart 1955.
- E. Cramer (Hrsg.): Mitteleuropäische Pflanzenwelt: Bäume und Sträucher. Mit 144 naturkundlichen Tafeln mit Illustrationen von Claus Caspari. In farbigem Offsetdruck. Kronen-Verlag, Hamburg 1971.
- E. Cramer (Hrsg.): Cramers Naturkundliche Anschauungstafeln. Teil: Ser. 8., Pilze : 2, (ungeniessbare u. giftige Arten) / [10 Taf. nach Originalen von Claus Caspari. Wiss. Bearb. Hermann Jahn]. Kronen-Verlag, Hamburg 1971.
- E. Cramer (Hrsg.): Cramers Naturkundliche Anschauungstafeln. Teil: Ser. 9., Fische : 1, (Süsswasserfische) / [10 Taf. mit 17 Arten nach Originalen von Claus Caspari. Wiss. Bearb. Fritz Terofal]. Kronen-Verlag, Hamburg 1971.
- E. Cramer (Hrsg.): Mitteleuropäische Insekten. Mit 192 naturkundlichen Tafeln mit Illustrationen von Claus Caspar. In farbigem Offsetdruck. Kronen-Verlag, Hamburg 1961.
- E. Cramer (Hrsg.): Mitteleuropäische Pilze. Mit 180 naturkundlichen Tafeln gezeichnet von Claus Caspari. In farbigem Offsetdruck. Kronen-Verlag, Hamburg 1963.
- E. Cramer (Hrsg.): Mitteleuropäische Pflanzenwelt: Kräuter und Stauden. Mit 168 naturkundlichen Tafeln mit Illustrationen von Claus Caspari. In farbigem Offsetdruck. Kronen-Verlag, Hamburg 1971.
- E. Cramer (Hrsg.): Mineralien. Mit 162 naturkundlichen Tafeln gezeichnet von Claus Caspari. In farbigem Offsetdruck. Kronen-Verlag, Hamburg 1972.
- F. Schnack: Das Leben der Schmetterlinge. Mit 16 Abb. nach Aquarellen von Claus Caspari u. Karl Grossmann. Langen-Müller-Verlag. München 1972.
- O. Schindler: Unsere Süßwasserfische. Mit 54 Abb. im Text u. 73 Abb. auf 32 Farbtaf. nach Orig. von Claus Caspari. Franckh-Verlag, Stuttgart 1975.
- C. Caspari, T. Schauer: Pflanzen- und Tierwelt der Alpen. BLV-Verlag, Hamburg 1980.
- L. Zeitlmayr: Knaurs Mineralienbuch. Mit 154 farbigen Mineralienbildern von Claus Caspari. Droemersche Verlagsanstalt Knaur, Hamburg 1986
- L. Zeitlmayr: Knaurs Pilzbuch. Mit 117 farbigen Pilzbildern von Claus Caspari. Droemersche Verlagsanstalt Knaur, Hamburg 1986.
- W. Gewalt: Ars Naturalis – Schmetterlinge. Mit Texten von Friedrich Ostenrath. Hrsg. von Wolfgang Gewalt. Zeichnungen von Claus Caspari u. Karl Grossmann. Stedtfeld-Verlag, Münster 1990.
- W. Gewalt: Ars Naturalis – Sträucher am Wegesrand. Mit Texten von Friedrich Ostenrath. Hrsg. von Wolfgang Gewalt. Zeichnungen von Claus Caspari u. Karl Grossmann. Stedtfeld-Verlag, Münster 1990.
- W. Gewalt: Ars Naturalis – Wildblumen. Mit Texten von Friedrich Ostenrath. Hrsg. von Wolfgang Gewalt. [Die Schmetterlingssujets zeichn. Claus Caspari u. Karl Grossmann]. Stedtfeld-Verlag, Münster 1990.
- W. Gewalt: Ars Naturalis – Käfer. Mit Texten von Friedrich Ostenrath. Hrsg. von Wolfgang Gewalt. [Die Schmetterlingssujets zeichn. Claus Caspari u. Karl Grossmann]. Stedtfeld-Verlag, Münster 1990.
- C. Caspari: NaturSichten: Claus Casparis Blumenbilder. BLV-Verlag, Hamburg 2005.
- Caspari, Caspari, Schauer: Die Pflanzen Mitteleuropas: Über 1500 Arten, gezeichnet von Caspari S. und Caspari C. BLV-Verlag, Hamburg 2012.
- C. Caspari, Schauer: Der BLV Taschenführer Pflanzen. BLV-Verlag, Hamburg 2016.
- Caspari, Caspari, Schauer: Alpen-Blumen: Der illustrierte Taschenführer. BLV-Verlag, Hamburg 2017.
- C. Caspari, Scherf: Wildpflanzen neu entdecken. BLV-Verlag. Hamburg 2018.
- Caspari, Caspari, Schauer: Der illustrierte Pflanzenführer. 1700 Illustrationen von Claus und Stefan Caspari. BLV-Verlag, Hamburg 2020.